# AMX-13
AMX-13 je francuski laki tenk razvijen poslije Drugog svjetskog rata. Namijenjen je izravnoj potpori pješaštvu.

## Razvoj
Razvoj lakog tenka AMX-13 započeo je 1946. godine u Atalier de Construction d'Issy-les-Moulineuaux. Serijska proizvodnja pokrenuta je 1952. godine u tvornici Atelier de Construction Roanne (ARE), a početkom šezdesetih prebačena je u tvornicu Creusot-Loire. 
Godine 1966. top od 75 mm zamijenjen je jačim od 90 mm. Do 1985. napravljene su mnoge izmjene na tenku i dodani su novi Dieselov motor, potpuna automatska transmisija itd. Zadnji model je proizveden 1987. godine. Tenk AMX-13 je povučen iz Francuske vojske tijekom 1970. Zamijenili su ga trenutni francuski laki tenkovi ERC 90 Sagaie i AMX-10RC.

## Dizajn
Vozilo se koncepcijski razlikuje od ostalih tenkova. U prednjem lijevom dijelu oklopnog tijela smješten je vozač, desno od njega nalazi se motor, a iza je smještena kupola s naoružanjem. Kupola se pokreće po elevaciji (naginje) zajedno s topom. Zbog malih dimenzija vozila, članovi posade moraju biti visine manje od 173 cm.

### Naoružanje
Naoružanje vozila se razlikuje od verzije do verzije. Prva verzija (Model 51) bila je naoružana topom kalibra 75 mm i spregnutim mitraljezom 7,5 mm i kao opciju je imao postavljanje protuavionskog mitraljezom istog kalibra. Top se punio iz automatskog punjača revolverskog tipa, kapaciteta 12 granata, a ukupno se u borbenom kompletu nalazilo 37 granata. Postojala je i verzija vozila koja je pored topa 75 mm imala i dvostruki lanser za protuoklopne vođene rakete SS-11 ili HOT. Početkom šezdesetih godina u proizvodnju je uvedena verzija tenka s kupolom FL-12, naoružana topom 90 mm. U borbenom kompletu nalazile su se 32 granate. Za izvoz je razvijena verzija naoružana topom 105 mm u kupoli FL-12 ili novijoj FL-15.

### Oklop
Oklop tenka izrađen je varenjem ploča pancirnog čelika. Debljina čeličnih ploča na prednjoj strani tijela je 15 mm, ali kako je oklop postavljen pod kutom od 55° ekvivalentna debljina je 40 mm. Oklop na bokovima tijela je debeo 20 mm, a na zadnjoj strani 15 mm. Kupola je zaštićena pancirnim pločama debljine 25 mm, koje su s prednje strane postavljene pod kutom od 45° pa pružaju zaštitu ekvivalentnu debljini 40 mm.

### Pokretljivost
Prve verzije tenka AMX-13 imale su osmocilindričnim vodom hlađeni benzinski motor Sofam Model 8Gxb, koji je razvijao 250 ks (185 kW) pri 3200 okretaja u minuti. Kasnije verzije imaju Dieselov motor Detroit Diesel Model 6V-53T ili Baudouin 6F 11 SRY snage 205 kW. Ugradnjom Dieselova motora poboljšana je pokretljivost, a domet kretanja po dobrom putu je s 350–400 km porastao na 550–600 km.

## Verzije

### Prototipovi
- Char AMX-13 (2A)
- Char AMX-13 (2B)
- Char AMX-13 (2C)
- Char AMX-13 (2D)
- Char AMX-13 (2E) – Prototip s 90-mm topom
- Char AMX-13 (2F) – Prototip s termovizijom

### Serijske verzije
- AMX-13 – Početno vozilo opremljeno s kupolom s M24
- AMX-13 [DTT] – Trening verzija s kupolom M26. Top uklonjen.
- AMX-13/75 Modele 51 – Verzija s 75-mm topom
- AMX-13 T75 (Char Lance SS-11) – Verzija sa SS-11 protuoklopnim raketama
- AMX-13 T75 avec TCA – Opremljen elektronskim sustavom vođenja rakete
- AMX-13/90 Modele 52 – FL-10 cijev s lećom suspregnuta s F3 90 mm topom
- AMX-13/90 LRF – Opremljen laserskim daljinomjerom
- AMX-13/105 Modele 58 – Verzija sa 105 mm u Topom FL-12 cijev s lećom (koristi ga argentinska i nizozemska vojska)
- AMX-13/105 – Izvozna verzija od Modele 58 s termovizijom
- AMX-13 Model 1987 – Kasnija proizvodna verzija
- AMX-DCA – Inače poznat pod imenom AMX-13/S530 SPAAG verzija oružana s dva HS 831 protuavionska 30 mm topa
- AMX-DCA 30 – inače poznat pod imenom Bitube de 30 mm anti-aérien automoteur, Oeil Noir – SPAAG verzija s radarom, 60 isporučenih između 1969. i kasnih 1980-ih
- AMX-13 [Trening vozilo]
- AMX-13 bez kupole. Koristi se za obuku vozača
- AMX-13 Modele 55 (AMX-D) – Vozilo za popravke
- AMX-13 PDP (Poseur De Pont) Modele 51 – pokretni most

## Korisnici
- Argentina – 24 AMX-13 Mk F3 155 mm
- Obala Bjelokosti – 5
- Cipar – 12
- Čile – 47 AMX-13 155 mm
- Dominikanska Republika – 2
- Džibuti –
- Ekvador – 102
- Indonezija – 275
- Kambodža – 12
- Kuvajt
- Libanon – 35
- Meksiko – 409 AMX-VCI
- Nepal
- Peru – 110
- Singapur – 350 AMX-13/SM1
- Tunis
- Venezuela – 36 AMX-13C

## Bivši korisnici
- Alžir
- Argentina – 58 tenkova zamijenila sa SK-105 Kurassier
- Belgija
- Egipat
- Francuska – povučeni iz službe tijekom 1970. godine
- Indija
- Izrael – prodala Singapuru
- Maroko – zamijenila sa SK-105 Kurassier
- Nizozemska – 131 (povučeni)
- Švicarska

## Vanjske poveznice
|  | Zajednički poslužitelj ima još gradiva o temi AMX-13 |